# Кінопремія Ради Європи FACE
Кінопремія Ради Європи FACE (англ. Film Award of the Council of Europe) була заснована у 2007 році і вручається на Стамбульському міжнародному кінофестивалі.
Премія відмічає художні або документальні фільми, що найкраще віддзеркалюють цінності, за які виступає Рада Європи: права людини, свободу особи, політичну свободу і верховенство закону.

## Етична концепція
Ідея створення премії заснована на здатності кіно донести до широкої публіки загальнолюдські цінності в області прав людини, громадської терпимості і соціальної згуртованості.
Згідно з переконаннями Ради Європи, кіноекран не лише відбиває сучасну європейську культуру, але і відкриває шлях до Європи майбутнього, в якій переважає рівність при різноманітності культур і інтересів усіх народів, що населяють її, до Європи рівних можливостей для усіх громадян, до Європи, в якій немає місця для жорстокості і нетерпимості.

## Процедура нагородження
Міжнародне журі відбирає кінофільми, представлені на фестивалі в категорії «Права людини в кіно». На премію FACE можуть претендувати як художні, так і документальні фільми, які звертаються до широкого спектра тем, — від сімейних драм до глибоких соціальних зрушень.
Матеріальна частина премії FACE: бронзова статуетка «Спіраль сходження» (роботи скульптора Фреді Рульмана) і грошова складова розміром 10 тисяч євро, заснована під егідою фонду Ради Європи «Єврімаж», який займається спів-виробництвом і дистрибуцією європейських кінострічок.
14 квітня 2007 року на Міжнародному Стамбульському кінофестивалі уперше відбулося вручення кінопремії FACE Ради Європи. Від імені Генерального Секретаря РЕ Террі Девіса нагороду режисерові-переможцеві вручив Томас Хаммарберг, Комісар Ради Європи з прав людини. З цього часу премія FACE стала спільним проектом Стамбульського міжнародного кінофестивалю і Ради Європи.

## Рада Європи і Стамбульський міжнародний кінофестиваль
Туреччина — одна з перших країн, що вступили у 1949 році до Ради Європи, яка сьогодні налічує 47 держав. Це країна з давніми традиціями кіновиробництва. Ще в 50-70х роках Туреччина стала одним зі світових лідерів з випуску стрічок на великий екран. Багато фільмів відбивають зміни, що відбуваються в турецькому суспільстві. Режисери звертаються до тем побутового насильства, ролі жінки в суспільстві, до проблем урбанізації та бідності, яка загрожує жителям великих міст. Подібні стрічки сприяють затвердженню основних цінностей Ради Європи: пошана до прав людини і солідарності.
В той же час, турецькі кінорежисери останніми роками стикаються з такими ж проблемами, що і їх колеги у всьому світі: обмежені можливості фінансування, підвищена конкуренція на кіноринку і проблеми, які ставить прихід в галузь нових технологій. Тому Рада Європи вносить свій вклад в забезпечення цілого комплексу гарантій для європейської кіноіндустрії. З цією метою у рамках Ради Європи засновано фонд «Єврімаж» (Eurimages), який фінансує виробництво і поширення кінофільмів, відкриваючи нові можливості для співпраці професіоналів.
Ще одна структура Ради Європи — Європейська аудіовізуальна обсерваторія — єдиний у своєму роді європейський центр, який системно займається збором і аналізом інформації в царині кіно, телебачення і радіомовлення.

## Лауреати премії FACE

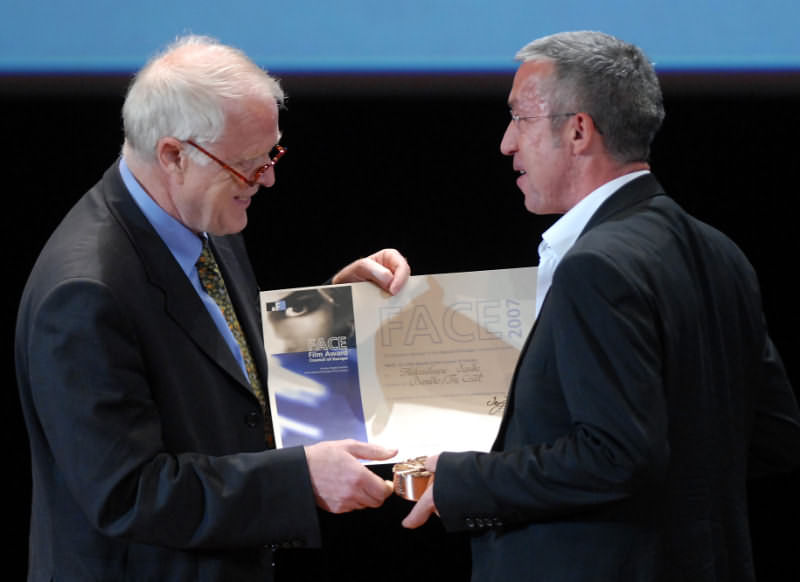
Абдеррахман Сіссако отримує першу премії Ради Європи, 2007

- 2007: «Суд» (Bamako), режисер Абдеррахман Сіссако. Фільм режисера з Малі розповідає про експлуатацію африканського континенту світовими державами і про місцевий «суд», куди Малі звертається за правдою. «Рівноправ'я, глибока пошана до прав людини і цивільна солідарність неоцінимо важливі для встановлення соціальної справедливості і потрібні для соціально-економічного розвитку. Саме тому журі ухвалило рішення присудити премію FACE фільму Bamako (Суд)».[1]
- 2008: «Сліпа Гора» (Mang Shan), реж. Лі Ян[en]. «Сліпа Гора» — історія китайської дівчини, яка їде на північ країни у пошуках роботи. Її викрадають і продають у віддалене гірське село, щоб насильно видати заміж. Ця історія викриває жах таких проблем сучасності, як торгівля людьми і насильство над жінками.
- 2009: «Доглядачі птахів» (Birdwatchers), режисер Мазко Бечіс: «У сьогоднішньому світі, що постійно розширюється, велике значення має пошану до місцевого населення і до меншин. Переводячи цю важливу думку в добре побудований сюжет, Доглядачі птахів описує складнощі суспільства», що міняється. Члени журі вирішили також нагородити Нандіту Дас спеціальним Призом Журі за її фільм Firaaq (розлука), «що відкрито ставить тонке питання релігійної нетерпимості і боротьби сект. Демонструючи її жахливі наслідки, Firaaq також несе думку про надію, показуючи, що люди мають вибір».
- 2010: «Аямі» (Ajami), режисери Скандар Копті і Ярон Шані. Журі відмітило фільм як «справжню історію багатошарового суспільства, в якому повинні співіснувати різні релігії, вірування, традиції і інтереси».[2].
- 2011: «Нібито мене там немає» (As if I'm Not There), режисер Хуаніта Вілсон, Ірландія.
- 2012: «Просто вітер» (Sadece Rüzgâr), режисер Бенс Флігхауфу, Угорщина.
- 2013: «Сінге Сабур — Камінь терпіння» (Syngué Sabour), режисер Атік Рахімі, Афганістан. Стрічка викриває насильство над жінками, трохи відкриваючи завісу над похмурою і складною дійсністю, прихованою від сторонніх очей. Журі вручило також два спеціальні призи — боснійському режисерові Данісу Тановичу за його фільм «Епізод з життя збирача заліза», що розповідає про бідність і дискримінацію, та південнокорейському режисерові Мюелю О за фільм «Джізел», присвяченому корейському конфлікту 1948 року.
- 2014: «Ланка, якої бракує» (L'image manquante), режисер Ріті Пан (Камбоджа, Франція). Фільм отримав премію за «занурення в особисті спогади про пережиті часи червоних кхмерів, виразність і оригінальність новаторського опису нелюдяного періоду камбоджійської історії. Нагадування про минуле попереджає нас про небезпеку будь-яких видів тоталітаризму і деспотії, що неминуче ведуть людство до трагедії»[3]. Журі відмітило Спеціальним призом фільм виробництва Туреччини і Німеччини «Транс Ікс, Стамбул» (Trans X Istanbul) режисера Марії Біндер «за патетичний, індивідуальний і щирий погляд на становище транссексуалів в сучасному суспільстві. Оповідаючи про маргіналізацію і бідність, що нерідко призводять до проституції, фільм закликає покласти край усім формам дискримінації і боротися з несправедливістю по відношенню до транссексуалів».
- 2018: «Іній», реж. Шарунас Бартас (Литва, Франція, Україна, Польща). Творці стрічки отримали бронзову статуетку «Спіраль сходження» і грошову винагодроду від «Єврімажу» розміром €5 тис.[4]